# 朗德里
朗德里（法語：Landry，法語發音：[lɑ̃dʁi]）是法国萨瓦省的一个市镇，属于阿尔贝维尔区。

## 地理
朗德里（45°34'16"N, 6°44'26"E）面积10.62 平方千米，位于法国奥弗涅-罗讷-阿尔卑斯大区萨瓦省，该省份为法国东部省份，历史上为薩伏依的一部分，北起上萨瓦省，西接伊泽尔省和安省，南部和东部与上阿尔卑斯省和意大利接壤。
与朗德里接壤的市镇（或旧市镇、城区）包括：圣莫里斯堡、佩塞-楠克鲁瓦、拉普拉涅-塔朗泰斯。

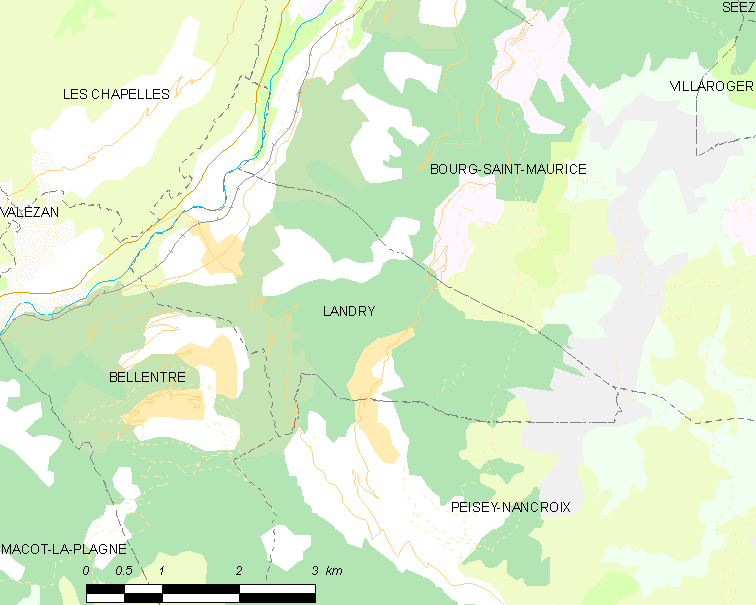
朗德里的OSM定位图

朗德里的时区为UTC+01:00、UTC+02:00（夏令时）。

## 行政
朗德里的邮政编码为73210，INSEE市镇编码为73142。

## 政治
朗德里所属的省级选区为圣莫里斯堡县。

## 人口

1962-2008年间朗德里人口变化图示

朗德里于2022年1月1日时的人口数量为810人。